# Димитрије Лазаревић
Димитрије Лазаревић био је српски иконописац из XIX века који је сликао под утицајем барокног маниризма.

## Биографија
Димитрије Лазаревић је живео и радио у Сремским Карловцима. Сликао је са Теодором Дрезмановићем фреске и иконе цркве светог Теодора у Иригу (1824). Са Константином Лекићем сликао је иконостасе у Огару (1827), Брестачу (1834) и Хртковцима.